# Attack on Titan: Humanity in Chains
Attack on Titan: Humanity in Chains  (яп. 進撃の巨人 ～反撃の翼～ Shingeki no Kyojin ~Hangeki no Tsubasa~) — видеоигра в жанре action, разработанная японской компанией Spike Chunsoft и изданная Exame для портативной консоли Nintendo 3DS. Игра основана на созданной Хадзимэ Исаямой вселенной манги и аниме «Атака на титанов».

## Игровой процесс
Игровой процесс Attack in Titan: Humanity in Chains основан на прохождении игроком миссий, основанных на уничтожении врагов, называемых титанами на определённой территории. Титаны имеют разные размеры и разные виды. Убийство титанов происходит при помощи ранения их в спину, а перемещение по воздуху происходит при помощи специального устройства для маневрирования.
В игре присутствует режим истории (англ. Story Mode), в котором игрок может пройти основные сюжетные точки из аниме за одного из главных героев: Эрена, Микасы и Армина, а также Леви и Саши, игра за которых доступна после загрузки загружаемого контента. Помимо режима истории в игре есть режим мира (англ. World Mode), который освобождает игрока от сюжетной линии и позволяет создать своего собственного персонажа, управлять деньгами, добывать опыт и предметы. Игрок может играть в этот режим как в одиночку, так и в команде с другими игроками.

## Восприятие
| Сводный рейтинг | Сводный рейтинг |
| Агрегатор       | Оценка          |
| --------------- | --------------- |
| GameRankings    | 49,95 %         |

Игра имеет преимущественно негативные отзывы от критиков. На сайте-агрегаторе оценок Metacritic игра имеет 46 баллов из 100 на основе 22 рецензий.
Миранда Санчез из IGN поставила игре низкую оценку. Среди её достоинств она назвала только механику полёта при помощи устройства маневрирования. Миранда назвала сюжетный режим игры «беспорядочным» и сказала, что игровые миссии «скучны и не имеют какой-либо глубины». Ей понравились некоторые предметы из режима мира, которых не было в сюжетном режиме.